# Narciso (piłkarz)
Narciso, właśc. Narciso dos Santos (ur. 23 grudnia 1973 w Neópolis) – brazylijski piłkarz występujący na pozycji defensywnego pomocnika.

## Kariera klubowa
Narciso rozpoczął piłkarską karierę w małym klubie Paraguaçense Paraguaçu Paulista, skąd trafił do słynnego Santos FC. Z Santosem zdobył Puchar CONMEBOL w 1998 i Turniej Rio-São Paulo rok wcześniej. W latach 1999–2000 grał we CR Flamengo, po czym wrócił do Santosu w którym grał do zakończenia kariery w 2005 roku. Z Santosem w tym okresie zdobył dwukrotnie mistrzostwo Brazylii w 2002 oraz 2004 roku.
Wpływ na szybkie zakończenie kariery przez Narciso miała wykryta u niego w 2003 roku białaczka.

## Kariera reprezentacyjna
Narciso ma za sobą występy w reprezentacji Brazylii, w której zadebiutował 9 sierpnia 1995 w meczu z reprezentacją Japonii. Miesiąc wcześniej Narciso był członkiem kadry canarinhos na Copa América 1995. Kilka miesięcy później Narciso wystąpił w Złotym Pucharze CONCACAF 1996, gdzie Brazylia zajęła drugie miejsce, po porażce w finale z reprezentacją Meksyku. W tym samym roku grał na Igrzyskach Olimpijskich w Atlancie, gdzie Brazylia zdobyła brązowy medal. Ostatni mecz w reprezentacji Narciso zagrał 18 listopada 1998 w wygranym 5-1 meczu z reprezentacją Rosji. Łącznie w latach 1995–1998 rozegrał w barwach canarinhos 8 spotkań.